# José María Álvarez de Toledo
José María García Álvarez de Toledo (Buenos Aires, 23 de noviembre de 1921-ibídem, 20 de agosto de 1999) fue un diplomático de carrera argentino. Fue embajador de Argentina en ocho países —entre ellos Suiza, Uruguay, Brasil, Santa Sede y Chile— como así también en la Unesco, además de desempeñarse como subsecretario de Relaciones Exteriores en 1962 y entre 1969 y 1970.

## Biografía
Nació en 1921, hijo de Federico Álvarez de Toledo (político radical y diplomático) y de Delia Gowland. Pasó parte de su infancia en París, mientras su padre era embajador argentino en Francia, y luego asistió al Colegio Champagnat de Buenos Aires. Casado con Enriqueta de Anchorena, tuvo seis hijos.
Estudió en la Facultad de Derecho y Ciencias Sociales de la Universidad de Buenos Aires, graduándose de abogado a los 22 años en 1943. Ingresó al servicio exterior en 1945 como agregado y vicecónsul. A lo largo de su carrera diplomática, cumplió funciones en Italia, Chile, República Dominicana, Alemania, entre otros.
Fue ministro plenipotenciario en Checoslovaquia y jefe de gabinete del Ministerio de Relaciones Exteriores y Culto. Entre febrero y mayo de 1962 se desempeñó como subsecretario de Relaciones Exteriores de la Nación, bajo los cancilleres Miguel Ángel Cárcano, Roberto Etchepareborda, Mariano José Drago y Bonifacio del Carril (presidencias de Arturo Frondizi y José María Guido). Entre octubre de 1962 y abril de 1963 fue director Nacional de Ceremonial.
Su primer puesto como embajador fue en Suiza, ocupando el cargo entre 1963 y 1964. Entre 1964 y 1965 fue embajador en Rumania, de 1965 a 1966 en Sudáfrica, y entre 1967 y 1969 en Uruguay. Volvió a ser subsecretario de Relaciones Exteriores entre 1969 y 1970, bajo el canciller Juan B. Martín, durante la presidencia de facto de Juan Carlos Onganía. Entre 1970 y 1972 fue representante ante la Organización de las Naciones Unidas para la Educación, la Ciencia y la Cultura (Unesco) en París. En agosto de 1972 el presidente de facto Alejandro Agustín Lanusse lo designó embajador en Brasil, ocupando el cargo hasta diciembre de 1974 cuando fue reemplazado por Ángel Federico Robledo. Quedó brevemente apartado del servicio exterior activo en 1975 bajo el canciller Alberto Vignes.
Retornó al servicio activo tras el golpe de Estado de marzo de 1976, y hasta 1979 fue director del Instituto del Servicio Exterior de la Nación (ISEN). Fue representante argentino en la Comisión Administradora del Río de la Plata, siendo su primer presidente en 1977. Volvió a ocupar el cargo en 1979, siendo vicepresidente en 1978.
De 1979 a 1981 fue embajador en Bélgica, con concurrencia en Luxemburgo. Entre 1981 y 1984 fue embajador ante la Santa Sede y la Soberana Orden de Malta, aunque no integró la delegación argentina que participó en el proceso de mediación papal con Chile. Bajo la presidencia de Raúl Alfonsín, fue embajador en Chile entre 1984 y 1989. En este último cargo, formó parte de las negociaciones que culminaron con la firma del Tratado de Paz y Amistad entre Argentina y Chile que puso fin al conflicto del Beagle. En 1987 impulsó la creación de la Cámara Chileno-Argentina de Comercio.
Fue miembro fundador del Consejo Argentino para las Relaciones Internacionales (CARI) y dirigió el Instituto Argentino-Chileno de Cultura.
Falleció en 1999 a los 77 años, siendo sepultado en el Cementerio de la Recoleta.